# Werner Schäfer (KZ-Kommandant)
Werner August Max Schäfer (* 18. April 1904 in Straßburg; † 7. November 1973 in Lindenberg im Allgäu) war ein deutscher SA-Oberführer und Lagerkommandant des KZ Oranienburg sowie der Emslandlager.

## Herkunft, Berufseinstieg und Polizeidienst
Schäfer, Sohn eines Obermusikmeisters des Deutschen Heeres, ging bis 1918 auf die Oberrealschule in Straßburg. Nach dem Ende des Ersten Weltkrieges musste die Familie Straßburg verlassen. Seine Schullaufbahn setzte Schäfer in Kassel und ab 1919 in Berlin an der Oberrealschule bis zum Abschluss der Obersekunda fort. Aufgrund der fehlenden finanziellen Mittel seiner Eltern musste Schäfer von der Schule abgehen und betätigte sich als Arbeiter und Klavierspieler. Von 1920 bis 1925 gehörte Schäfer dem Freikorps Olympia an. Er begann eine kaufmännische Ausbildung, die er aufgrund der Insolvenz seines Ausbildungsunternehmens aufgeben musste. Eine weitere Lehre bei der Wertheim-Bank, der Hausbank des Wertheim-Konzerns, beendete Schäfer 1925 auf eigenen Wunsch, da er sich, allerdings erfolglos, als Offizieranwärter bei der Reichsmarine beworben hatte. Stattdessen trat Schäfer 1926 in den Polizeidienst ein und besuchte ab dem 7. April 1926 einen einjährigen Lehrgang an der Polizeischule Großberlin-Brandenburg. Danach war er als Polizeiunterwachtmeister in Berlin tätig. Schäfer war seit Ende Oktober 1930 mit Margarete geb. Hackert (1906–1946) verheiratet.

## Nationalsozialistische Betätigung
Weil er sich 1928 der NSDAP angeschlossen hatte, musste er im Mai 1928 aus dem Polizeidienst ausscheiden. Schäfer arbeitete danach als Angestellter bei der Kreissparkasse Niederbarnim und wurde dort später Filialleiter. Von 1930 bis 1932 war er Ortsgruppenleiter der NSDAP in Klosterfelde im Berliner Bezirk Spandau. Da er sich aufgrund einer geplanten Versetzung in seinen Parteiaktivitäten behindert sah, kündigte er sein Angestelltenverhältnis und war ab 1932 arbeitslos. Danach war er für die NS-Gauzeitung Der Angriff als Fahrer tätig. Im März 1932 trat Schäfer in die SA ein und stieg dort im März 1938 bis zum SA-Oberführer auf. Von 1933 bis 1934 war er Mitglied des Kreistages von Niederbarnim.

### Lagerkommandant im KZ Oranienburg
Vom 21. März 1933 bis Anfang April 1934 übernahm Schäfer die Lagerkommandantur im KZ Oranienburg. In dieser Funktion publizierte er 1934 sein „Anti-Braunbuch“ zu diesem KZ. Darin übernahm er die NS-Propaganda, kritisierte die Berichte der internationalen Presse über Misshandlungen und Tötungsverbrechen an den Gefangenen als „Greuelmärchen“ und beschrieb die Inhaftierten als SPD-Bonzen und kommunistische Staatsfeinde, die nun durch die hervorragende Disziplin und Ordnung im Lager zur Arbeitsfähigkeit erzogen würden. Schäfer berichtete auch im Rundfunk wahrheitswidrig über „singende und spielende“ Häftlinge im KZ Oranienburg. Hier führte er „Dunkelarrestzellen“ ein, in denen Häftlinge bis zu vier Wochen verbrachten, sowie „Steinsärge“, in denen Häftlinge auf engstem Raum strafstehen mussten. Der ehemalige KZ-Häftling Gerhart Seger charakterisierte Schäfer folgendermaßen:
„Schäfer ist ein durchaus subalterner Mensch. Sein Haß gegen die Sozialdemokraten ist grenzenlos. Er betätigt ihn mit Vorliebe dadurch, daß er wehrlose Gefangene, die nach der Lagerordnung natürlich vor ihm strammstehen müssen, auf unflätige Weise beschimpft. Zu tätlichen Mißhandlungen hat sich Schäfer nicht häufig hinreißen lassen; um so freigebiger war er mit der Verhängung von Disziplinarstrafen, Dunkelarrest, Post- und Besuchssperre und Verschickung auf Strafkommandos. […] Der Kommandant Schäfer ist, daran kann kein Zweifel sein, in vollem Umfange für alles verantwortlich zu machen, was sich an Verbrechen, Mißhandlungen und sonst menschenunwürdiger Behandlung der Gefangenen je in Oranienburg ereignet hat.“

### Lagerkommandant der Emslandlager
Anfang April 1934 wurde Schäfer Lagerkommandant der Emslandlager, der Strafgefangenenlager der Reichsjustizverwaltung, und blieb in dieser Funktion bis zum Mai 1942. Zudem führte er durchgehend die Wachtruppe, die zur SA-Standarte 229 gehörte, deren Führer er von 1935 bis 1936 war. Schäfer war am Sitz der Zentralverwaltung in Papenburg tätig. 
Während dieser Zeit war Schäfer zeitweise, wie auch etliche andere Angehörige des SA-Lagerpersonals, aufgrund der Misshandlung von Häftlingen vom Dienst suspendiert. Sein Fall wurde ab dem 23. Mai 1938 vor der Dienststrafkammer des Oberlandesgerichts Celle verhandelt, wobei das Gericht keinen Zweifel hatte, dass es zu Misshandlungen in großer Zahl gekommen war. Diese Gefangenen aber, so das Gericht in seiner Urteilsverkündung am 3. Juni 1938, seien „oft genug charakterlich wertlos“ und würden schamlos übertreiben, „wenn nicht sogar zu offenbarer Lüge“ greifen. Zudem habe der Fehler des noch jungen und unerfahrenen Schäfer alleine darin bestanden, zu sehr seinen Wachmännern zu vertrauen. Deshalb genüge ein Verweis und eine Beteiligung Schäfers an den Verfahrenskosten zu einem Zehntel, höchstens aber 200 Reichsmark.
Schäfer konnte auf seinen Kommandanturposten zurückkehren. Zudem führte er ab 1936 den Titel Oberregierungsrat, und 1940 wurde er zum Regierungsdirektor befördert. Am 25. Mai 1942 wurde Schäfer zur Wehrmacht eingezogen und nahm als Soldat am Zweiten Weltkrieg teil.

## Nachkriegszeit
Nach Kriegsende geriet Schäfer in Kriegsgefangenschaft und war danach im Internierungslager Neuengamme interniert.
Während des Nürnberger Hauptkriegsverbrecherprozesses wurde Schäfer am 13. August 1946 als Zeuge insbesondere zu den Übergriffen der SA-Wachmannschaften vernommen, die er leugnete. Anfang Februar 1948 kam er in Untersuchungshaft, aus der er Ende März 1949 in Oldenburg entlassen wurde. Schäfer wurde wegen Vergehen in den Konzentrationslagern 1950 zu vier Jahren und nach einem weiteren Prozess 1953 zu zweieinhalb Jahren Haft verurteilt. In diesem Zusammenhang spielten auch belastende Aussagen des ehemaligen Häftlings der Emslandlager Adolf Rögner eine Rolle, der später auch den Frankfurter Auschwitzprozess ins Rollen brachte. Dessen Aussagen wurden durch andere Zeugen aber nur bedingt bestätigt. In der Urteilsbegründung des Landesgerichtes Osnabrück wurde folgendes ausgeführt:
„Der Angeklagte wird unter Freispruch im Übrigen wegen Körperverletzung i.A. in 20 Fällen, davon in 2 Fällen i. TE. m. gefährlicher Körperverletzung zu einer Gesamtgefängnisstrafe von 2 Jahren und 6 Monaten verurteilt. Die Strafe ist durch die Untersuchungs- und Internierungshaft verbüßt.“
Schäfer, der als Minderbelasteter entnazifiziert wurde, zog nach der Haftentlassung nach München, wo er ein Reisebüro eröffnete.

## Schriften
- Konzentrationslager Oranienburg. Das Anti-Braunbuch über das erste deutsche Konzentrationslager. Buch- und Tiefdruck-Gesellschaft, Berlin 1934.